# Laurent Sieurac
 (octobre 2018).
Laurent Sieurac, né le 6 mars 1974 à Arles, est un dessinateur et un scénariste français de bande dessinée.

## Biographie
Il poursuit des études scientifiques qui le conduisent à obtenir une maîtrise de chimie auprès de la faculté de Marseille, puis il se tourne vers le dessin, qu'il apprend en autodidacte, et la bande dessinée. Dans un style réaliste, il publie plusieurs séries d'heroic fantasy : Les Prophéties Elween aux éditions Clair de lune, la saga des Princes d'Arclan chez Soleil, scénarisé par Jean-Charles Gaudin, les deux premiers tomes de l'adaptation en bande dessinées de L'Assassin royal d'après Robin Hobb. En 2010, il se lance dans la réalisation d'une série historico-fantastique tirée des romans de Patrick Weber, intitulée les Racines de l'ordre noir. L'histoire antique d'Arles, sa ville natale, lui inspire la série Arelate qu'il réalise en auto-édition, coscénarisée par Alain Génot. Il contribue enfin au numéro 17 des albums collectifs d'illustrations Les Filles de Soleil.

## Œuvres
- Les Prophéties Elween, Clair de lune :

1. Kharilion, 2000 [3].
2. Le Réveil du Tyran, 2001.
3. Shadrin, 2002[4]

Les Prophéties Elween, 100Bulles, 2018
- Intégrale couleurs 224p contenant le tome 4 inédit  (ISBN 978-2955154847)
-Intégrale N&B 224p contenant le tome 4 inédit  (ISBN 978-2955154854)
- Les Princes d'Arclan (dessin), avec Jean-Charles Gaudin (scénario), Soleil :

1. Lekard, 2004 .
2. Sylène, 2005.
3. Olgo, 2006.
4. Le Sans-Nom, 2007.

- La Geste des Chevaliers Dragons, tome 6 : Par-delà les montagnes (dessin), avec Ange (scénario), Soleil, 2007.
- L'Assassin royal (dessin), avec Jean-Charles Gaudin (scénario), Soleil :

1. Le Bâtard, 2008.
2. L'Art, 2009.

- Arelate (version noir et blanc) t. 1 : Vitalis, avec Alain Genot (coscénario/conseil scientifique), Idées +, 2009.
- Les Racines de l'ordre noir (dessin), avec Patrick Weber (scénario), Soleil :

1. Vikings, 2010.

- Vikings, Patrick Weber (scénario), 2011.
- Arelate (version sépia), avec Alain Genot (coscénario/conseil scientifique) : Série complète

1. Vitalis, Cleopas, 2012.
2. Auctoratus, Cleopas, 2012[5].
3. Atticus, Cleopas, 2013[6].
4. Neiko, 100bulles, 2015.
5. Hortensis, 100bulles, 2016.
6. Carmilia, 100bulles, 2017.
7. Glanum, 100bulles, 2021[7]
8. Sur la mer violette, 100Bulles, 2022,
9. Roma, 100Bulles, 2024. (ISBN : 978-2958139100)

- Erik le Rouge (dessin), avec Jean-François Di Giorgio (scénario), Soleil :

1. Le Sang des Vikings, 2013.
2. Vinland, 2014

- L'histoire (possible) de Valerius Proculus, une enquête archéologique en bande dessinée, avec David Djaoui (scénario), 100Bulles -2024- One-shot. (ISBN : 978-2958139117)